# スーパーニッカ
スーパーニッカは、ニッカウヰスキーが製造し、アサヒビールが販売する国産ブレンデッドウイスキー（原酒の一部に海外産の原酒も使用されているため、日本洋酒酒造組合の定めるジャパニーズ・ウイスキーの表示基準に合致しないワールドブレンデッドウイスキー、またはジャパンメイドウイスキー扱いの商品となる）、および瓶入り水割りウイスキーの商標である。

## 概要
1962年（昭和37年）10月にニッカウヰスキーから販売された。竹鶴政孝が1961年（昭和36年）に死去した妻リタへ捧げるため、息子の威と共に余市蒸留所内の貯蔵庫と研究室に籠りきりになり開発したプレミアム・ブレンデッド・ウイスキー（発売当時）である。
当時の生産量は、年間1000本程度でなかなか店頭に並べられず「幻のスーパーニッカ」とも呼ばれたが、1980年代後期に入って、量産体制が整ったことで、ニッカウヰスキーのブレンデッド・ウイスキーを代表するブランドになった。
2020年（令和2年）現在で販売されている物は、竹鶴政孝が当初作った物とはブレンドが大きく異なっており、余市のスモーキーかつ重厚で力強いピート感の漂う男性的なキャラクターを持ったモルト・宮城峡のやわらかさを伴った華やかな女性的なキャラクターを持ったモルト・そして宮城峡のカフェスチルで蒸溜したカフェグレーンの各種原酒をブレンドした物である。
2015年（平成27年）3月22日から、数量限定で1962年に発売された当時のスーパーニッカの味を忠実に再現した「初号スーパーニッカ復刻版」が販売された。

## 歴史

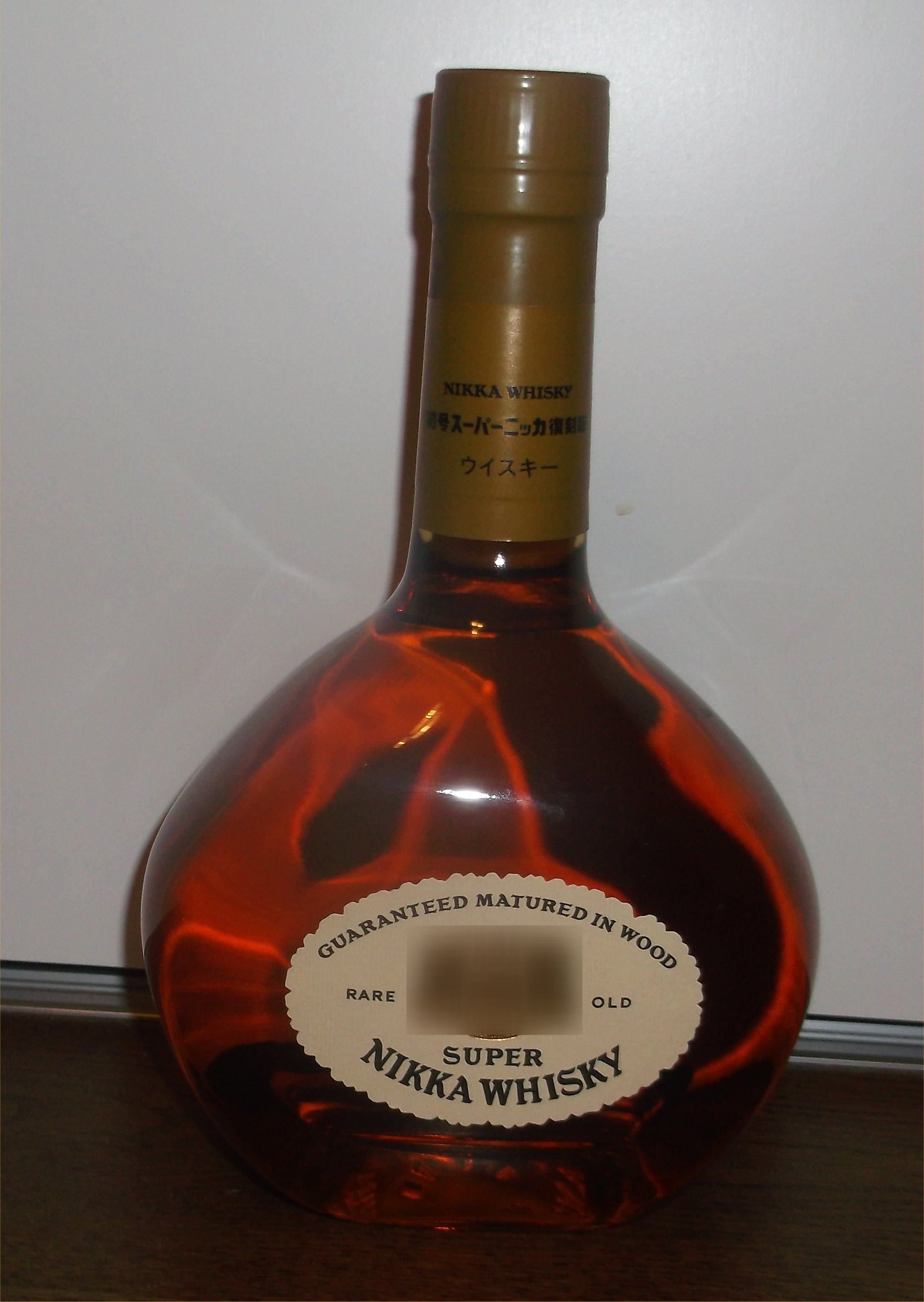
2015年3月に発売された初号スーパーニッカの復刻版。1962年の発売当時の意匠のラベルの付いたボトルに入っているが、オリジナルと異なりボトル自体は手吹きによる手作りではなく、機械吹きによる量産用に適したボトルが使用されている。

- 1962年（昭和37年）：当時大卒の初任給が約15,000円程度だったのに対し、3,000円という高額な金額設定で発売。これには各務クリスタル製作所（現・カガミクリスタル）の佐藤潤四郎がデザインしたセミクリスタル製手吹きボトルが採用されたことにも一因がある[7][8]。ボトルについては「ウイスキーが熟成するまで何年もかかる。これは娘が大きくなれば嫁になるのも一緒なのだから、立派な衣装を着せてやりたい」という竹鶴政孝の強い思いがあったとされる[9]。
- 1964年（昭和39年）：東京オリンピック開催に伴い5色のリングの色をガラスで出した「スーパーニッカ五輪ボトル」を限定販売[4]。

- 1971年（昭和46年）6月1日：リニューアルを行い「新スーパーニッカ」として販売。更なる増産に対応させるべく、手吹きによる手作りのボトルから、機械吹きによる量産用に適したボトルに変更。新工場が相次いで竣工し、西宮工場のカフェグレーンをはじめとする使用可能な原酒が増えたことで生産量も増加した[5]。

- 1977年（昭和52年）：歌手のポール・アンカをCMキャラクターに起用し知名度アップに貢献[10]。

- 1980年（昭和55年）：アリスの谷村新司をCMキャラクターに起用。CMソングとなった「昴」は大ヒットし、谷村自身の代表曲にもなった[10]。

- 1982年（昭和57年）：作家のC.W.ニコルをCMキャラクターに起用し、CMソングには当時イエロー・マジック・オーケストラに在籍していた高橋幸宏を起用。

- 1986年（昭和61年）：キャスリーン・バトルの「オンブラ・マイ・フ」をCMソングに起用[10]。

- 1989年（平成元年）4月1日：日本におけるウイスキーの等級制度が廃止され、当製品の等級表記が「ウイスキー特級」から「ウイスキー」に変更される。

- 2009年（平成21年）9月1日：リニューアルを実施。従来のイメージを保持しつつ丸みを帯びた独特のボトルは、加納守康によるデザイン[9]。

- 2015年（平成27年）9月1日：リニューアルを実施。初号復刻版に使用されたボトルがそのまま流用され、ラベルにはニッカのエンブレムと「SINCE 1962」の文字が入る。ただし、味のブレンド自体は変更なし。

- 2018年（平成30年）4月10日：新たに500ml瓶を追加[11]。

## ラインナップ
2024年（令和6年）8月現在
- 現行品
  - 新スーパーニッカ 700ml瓶
  - 新スーパーニッカ 500ml瓶
  - 新スーパーニッカ 50mlミニチュア瓶
  - 新スーパーニッカ＆ウォーター 300ml瓶
- 終売品
  - スーパーニッカ (1962年-1970年5月) - 700ml瓶
  - スーパーニッカ 五輪ボトル (1964年) - 700ml瓶
  - 新スーパーニッカ (1971年6月- ?) - 760ml瓶
  - 新スーパーニッカ (? -2009年) - 750ml瓶
  - 新スーパーニッカ ガロンボトル - 3785ml瓶
  - 新スーパーニッカ ハーフガロンボトル - 1890ml瓶
  - スーパーニッカ やわらかブレンド (1994年5月 - 1998年12月)
  - スーパーニッカ原酒 (1995年- ?) - モルトウイスキー
  - スーパーニッカ 15年 (1996年6月 - 2008年)
  - スーパーニッカ クリア (1999年8月 - 2003年3月)
  - スーパーニッカ 和味（なごみ）(2003年4月 - 終売年不詳)
  - 初号スーパーニッカ復刻版 700ml瓶 ※数量限定 (2015年3月24日 - 8月31日)
  - 新スーパーニッカ＆ウォーター 250ml缶